# Dobrovolný svazek obcí Vrchy
Dobrovolný svazek obcí Vrchy je svazek obcí (dle § 49 zákona č.128/2000 Sb. o obcích) v okresu Rychnov nad Kněžnou, jeho sídlem je Trnov. Jeho cílem je celkový rozvoj území mikroregionu. Sdružuje celkem 6 obcí a byl založen v roce 2001.

## Obce sdružené v mikroregionu
- Bolehošť
- Byzhradec
- Přepychy
- Semechnice
- Trnov
- Voděrady